# Alex Walkinshaw
Alex Newcombe Walkinshaw es un actor británico, más conocido por haber interpretado a Dale Smith en la serie The Bill y por interpretar a Adrian Fletcher en las series Casualty y Holby City.

## Biografía
Es muy buen amigo de los actores Roberta Taylor, René Zagger y Scott Maslen.
En la Queen's House en Greenwich el 20 de junio de 2009, se casó con la maquillista Sarah Trusler, con quien tiene dos hijos: Flora y Jack Walkinshaw.

## Carrera
El 20 de julio de 1999, se unió al elenco principal de la serie The Bill, donde interpretó al sargento Dale "Smithy" Smith hasta el final de la serie el 31 de agosto de 2010. Anteriormente había aparecido en la serie en 1992, cuando interpretó a Steven Murray durante el episodio "Fair Play"; en 1993, cuando interpretó a Lee Tarrant en el episodio "Deadly Weapon"; y finalmente a Andy Franklin durante el episodio "Flora and Fauna" en 1995.
En 2011 se unió al elenco de la serie Waterloo Road, donde interpretó al maestro Jeremy "Jez" Diamond hasta 2012. El 7 de junio de 2012, se unió al elenco principal de la serie médica Casualty, donde interpretó al enfermero Adrian "Fletch" Fletcher hasta el 29 de junio de 2014. A principios de abril de 2014, se anunció que Alex se uniría como Fletcher a la serie Holby City ese mismo año.

## Apoyo a obras de caridad
Regularmente realiza obras de caridad y es patrón para el St Thomas' Lupus Trust. El 24 de marzo de 2007, participó en el programa The Weakest Link, donde ganó £9450, dinero que donó a la obra de caridad llamada "Kids in Need", que concede deseos para niños enfermos terminales y de bajos recursos.

## Filmografía

### Series de televisión
| Año                      | Título                  | Personaje                | Notas                         |
| ------------------------ | ----------------------- | ------------------------ | ----------------------------- |
| 2014 - presente          | Holby City              | Adrian "Fletch" Fletcher | 92 episodios                  |
| 2012 - 2014              | Casualty                | Adrian "Fletch" Fletcher | 81 episodios                  |
| 2011 - 2012              | Waterloo Road           | Jez Diamond              | 18 episodios                  |
| 1999 - 2001, 2003 - 2010 | The Bill                | Sgt. Dale Smith          | 388 episodios                 |
| 2002                     | Stan the Man            | Tommy                    | -                             |
| 2001                     | Holby City              | Mickey                   | episodio "Starting Over"      |
| 2001                     | Urban Gothic            | Stevo                    | episodio "Sandman"            |
| 1995 - 1998              | McCallum                | Detective Small          | 9 episodios                   |
| 1995                     | Crown Prosecutor        | Troy Daly                | episodio # 1.6                |
| 1995                     | A Touch of Frost        | Pearce                   | episodio "Appropriate Adults" |
| 1994                     | Harry Enfield and Chums | Joven en Fiesta          | episodio # 1.6                |
| 1994                     | Screen Two              | Cockney                  | episodio "O Mary This London" |
| 1994                     | Anna Lee                | Kevin                    | episodio "Requiem"            |
| 1994                     | Nelson's Column         | -                        | episodio "Back to Basics"     |
| 1993                     | To Play the King        | Asaltante                | episodio # 1.1 - miniserie    |
| 1993                     | Scene                   | Danny                    | episodio "Pig Boy"            |
| 1992                     | Side by Side            | Terry Shane              | -                             |

### Películas
| Año  | Título              | Personaje | Notas                                                                |
| ---- | ------------------- | --------- | -------------------------------------------------------------------- |
| 2013 | Saving Santa        | Reportero | junto a Martin Freeman, Tim Curry, Pam Ferris & Craig Fairbrass      |
| 1993 | A Question of Guilt | Ed Darvas | junto a Cherie Lunghi, Derrick O'Connor, Gillian Barge & Celia Imrie |
| 1990 | Death in Venice     | Joven     | junto a Robert Tear, Alan Opie, Gerald Finley & Paul Zeplichal       |

### Apariciones
| Año  | Programa         | Notas       |
| ---- | ---------------- | ----------- |
| 2007 | The Weakest Link | concursante |

### Teatro
| Año  | Obra           | Personaje        | Director | Teatro            | Notas |
| ---- | -------------- | ---------------- | -------- | ----------------- | ----- |
| 1998 | The Judas Kiss | Arthur Wellesley | -        | Playhouse Theatre | -     |

## Premios y nominaciones
| Año  | Categoría                     | Premio                    | Serie    | Resultado |
| ---- | ----------------------------- | ------------------------- | -------- | --------- |
| 2008 | Outstanding Drama Performance | National Television Award | The Bill | Nominado  |